# 小行星4755
小行星4755（英語：4755 Nicky）是一颗围绕太阳公转的小行星。1931年10月6日，克萊德·湯博在弗拉格斯塔夫发现了此天体。
这颗小行星的绝对星等为275.7859536029757等。